# ديفيد غيتس (مؤلف)
ديفيد غيتس (بالإنجليزية: David Gates)‏ (8 يناير 1947، ميدلتاون في الولايات المتحدة)؛ كاتب، صحفي وروائي أمريكي.

## الجوائز
- زمالة غوغنهايم